# Elecciones generales de Tailandia de 2019
Las elecciones generales se realizaron en Tailandia el domingo 24 de marzo de 2019. La fecha fue fijada por la Comisión Electoral el miércoles 23 de enero de 2019, solo unas horas después de que se emitió un decreto real que autorizaba la votación. La votación tuvo lugar bajo un estatuto respaldado por el ejército, que puso fin a uno de los períodos más largos de gobierno de una junta militar en la historia moderna de Tailandia.

## Antecedentes
El gobierno militar en 2014 prometió celebrar elecciones en 2015, pero luego las pospuso. El primer ministro Prayut Chan-o-cha dijo a la Asamblea General de las Naciones Unidas en septiembre de 2016 que las elecciones se realizarían para fines de 2017. Luego, durante una visita a la Casa Blanca en 2017, Prayut prometió elecciones en 2018. En octubre de 2017, prometió elecciones para noviembre de 2018. Sin embargo, en enero de 2018, se ejecutó un proyecto de ley que regía la elección de los parlamentarios, el cual fue pospuesto por la Asamblea Legislativa Nacional por 90 días, lo que retrasó las elecciones hasta febrero-marzo de 2019. El proyecto de ley era uno de los cuatro necesarios para celebrar una elección general. La constitución exige que las elecciones se celebren dentro de los 150 días posteriores a la entrada en vigor de todas las leyes electorales necesarias. La aplicación demorada de cualquiera de las leyes retrasa la elección.
Según The Standard, el gobierno había pospuesto las elecciones al menos cinco veces en los últimos cinco años. La última fecha dada para las elecciones fue en marzo.
Los frecuentes retrasos de las elecciones generales de la NCPO hicieron que un escritor de Bangkok Post observara que "...[el régimen es] hasta lo que todo el mundo había descubierto hace un año o más: el gobierno perpetuo con el General Prayut a la cabeza de todo."
En las elecciones generales, el candidato a primer ministro del Partido Palang Pracharat fue el primer ministro titular y líder de la junta militar, Prayut Chan-o-cha. Aunque Palang Pracharath ocupó el segundo lugar en las urnas, nominó con éxito a Prayut y formó un gobierno de coalición con votos de 249 senadores y parlamentarios de los partidos Demócrata y Bhum Jai Thai.

## Encuestas

### Partido político
| Fecha               | Encuestadora                                                   | Muestra     | Puea Thai   | Demócrata       | Palang Pracharat | Futuro Adelante | Otros       | Ventaja     |     |    |     |     |     |
| ------------------- | -------------------------------------------------------------- | ----------- | ----------- | --------------- | ---------------- | --------------- | ----------- | ----------- | --- | -- | --- | --- | --- |
| Fecha               | Encuestadora                                                   | Muestra     | 15 Feb 2019 | Financial Times | 1.000            | 24%             | Otros       | Ventaja     | 14% | 9% | 11% | 42% | 10% |
| 11 Feb 2019         | Rangsit Universidad                                            | 8.000       | 16.90%      | 18.30%          | 21.50%           | 7.40%           | 35.9%       | 3.20%       |     |    |     |     |     |
| 4-7 Feb 2019        | NIDA Archivado el 15 de febrero de 2019 en Wayback Machine.    | 2.091       | 36.49%      | 15.21%          | 22.57%           | 8.18%           | 17.55%      | 13.92%      |     |    |     |     |     |
| 2-15 Jan 2019       | NIDA Archivado el 21 de enero de 2019 en Wayback Machine.      | 2.500       | 32.72%      | 14.92%          | 24.16%           | 11.00%          | 17.20%      | 8.56%       |     |    |     |     |     |
| 24 Dec 2018         | Rangsit Universidad                                            | 8.000       | 25.38%      | 22.62%          | 26.03%           | 9.80%           | 16.17%      | 0.65%       |     |    |     |     |     |
| 10-22 Dec 2018      | YouGov                                                         | 1.094       | 38.30%      | 22.80%          | 4.70%            | 24.40%          | 9.80%       | 13.90%      |     |    |     |     |     |
| 24 Nov 2018         | Rangsit Universidad                                            | 8.000       | 23.64%      | 19.01%          | 26.61%           | 8.84%           | 21.90%      | 2.97%       |     |    |     |     |     |
| 20-22 Nov 2018      | NIDA Archivado el 26 de noviembre de 2018 en Wayback Machine.  | 1.260       | 31.75%      | 16.98%          | 19.92%           | 15.63%          | 15.72%      | 11.83%      |     |    |     |     |     |
| 17-18 Sep 2018      | NIDA Archivado el 23 de septiembre de 2018 en Wayback Machine. | 1.251       | 28.78%      | 19.58%          | 20.62%           | 15.51%          | 15.51%      | 8.16%       |     |    |     |     |     |
| 17-19 Jul 2018      | NIDA Archivado el 3 de octubre de 2018 en Wayback Machine.     | 1.257       | 31.19%      | 16.47%          | 21.88%           | 9.63%           | 20.83%      | 9.31%       |     |    |     |     |     |
| 8-9 de mayo de 2018 | NIDA Archivado el 3 de octubre de 2018 en Wayback Machine.     | 1.250       | 32.16%      | 19.20%          | 25.12%           | 11.60%          | 11.92%      | 7.04%       |     |    |     |     |     |
| 2 Feb 2014          | 2014 elección                                                  | Invalidadas | Invalidadas | Invalidadas     | Invalidadas      | Invalidadas     | Invalidadas | Invalidadas |     |    |     |     |     |
| 3 julio 2011        | 2011 elección                                                  | 32.525.504  | 48.41%      | 35.15%          | —                | —               | 16.44%      | 13.26%      |     |    |     |     |     |

### Primer ministro
| Fecha               | Encuestadora                                                   | Muestra | Prayut       | Sudarat                                                     | Abhisit | Thanathorn | Otro   | Ventaja |        |        |       |        |       |
| ------------------- | -------------------------------------------------------------- | ------- | ------------ | ----------------------------------------------------------- | ------- | ---------- | ------ | ------- | ------ | ------ | ----- | ------ | ----- |
| Fecha               | Encuestadora                                                   | Muestra | 4-7 Feb 2019 | NIDA Archivado el 15 de febrero de 2019 en Wayback Machine. | 2.091   | 26.06%     | Otro   | Ventaja | 24.01% | 11.43% | 5.98% | 32.52% | 6.46% |
| 2-15 Jan 2019       | NIDA Archivado el 21 de enero de 2019 en Wayback Machine.      | 2.500   | 26.20%       | 22.40%                                                      | 11.56%  | 9.60%      | 30.24% | 4.04%   |        |        |       |        |       |
| 24 Dec 2018         | Rangsit Universidad                                            | 8.000   | 26.04%       | 25.28%                                                      | 22.68%  | 9.90%      | 16.10% | 0.76%   |        |        |       |        |       |
| 24 Nov 2018         | Rangsit Universidad                                            | 8.000   | 27.06%       | 18.16%                                                      | 15.55%  | 9.68%      | 29.55% | 2.49%   |        |        |       |        |       |
| 20-22 Nov 2018      | NIDA Archivado el 26 de noviembre de 2018 en Wayback Machine.  | 1.260   | 24.05%       | 25.16%                                                      | 11.67%  | 14.52%     | 24.60% | 1.11%   |        |        |       |        |       |
| 17-18 Sep 2018      | NIDA Archivado el 23 de septiembre de 2018 en Wayback Machine. | 1.251   | 29.66%       | 17.51%                                                      | 10.71%  | 13.83%     | 28.29% | 1.37%   |        |        |       |        |       |
| 17-19 Jul 2018      | NIDA Archivado el 3 de octubre de 2018 en Wayback Machine.     | 1.257   | 31.26%       | 14.96%                                                      | 10.50%  | 7.48%      | 35.80% | 4.54%   |        |        |       |        |       |
| 8-9 de mayo de 2018 | NIDA Archivado el 3 de octubre de 2018 en Wayback Machine.     | 1.250   | 32.24%       | 17.44%                                                      | 14.24%  | 10.08%     | 18.08% | 14.80%  |        |        |       |        |       |